# Atenție
Atenția se definește ca funcție sau mecanism de orientare, focalizare și fixare a conștiinței asupra unui obiect, sarcini, întrebări, probleme,si altele.
Atenția face parte din categoria fenomenelor psihice care susțin energetic activitatea. Ea este o funcție prin care se modulează tonusul nervos, necesar pentru desfășurarea celorlalte procese și structuri psihice. Prezența ei asigură o bună receptare senzorială și perceptivă a stimulilor, înțelegerea mai profundă a ideilor, o memorare mai trainică și mai fidelă, selectarea și exersarea mai adecvată a priceperilor și deprinderilor, s.a.m.d.
Atenția nu trebuie înțeleasă ca pe o dispunere statică a energiei psihonervoase, care se instalează la un moment dat și rămâne invariabilă. Ea presupune dinamicitate, desfășurare în timp, organizare și structurare de mecanisme neurofuncționale. Atenția implică două stări neurofuncționale: starea de veghe și starea de vigilență.
Starea de veghe este opusă celei de somn și se caracterizează prin faptul că scoarța cerebrală este activată difuz, iar omul realizează o contemplare generală sau așteptare pasivă. Starea de vigilență presupune explorarea generală a mediului, așteptare și căutare a ceva încă nedefinit. Ea nu are o orientare anume, nu se oprește asupra a ceva, ci explorează orice.
Mecanismul atenției îndeplinește simultan două roluri: de filtrare-selectare și de activare focalizată. Baza fiziologică nemijlocită a atenției o constituie reflexul de orientare, care se produce la acțiunea stimulilor noi, a variațiilor în ambianță. Acest reflex se realizează în două forme: forma generalizată și forma localizată.
Forma generalizată se caracterizează prin stoparea activității pe care o desfășurăm în momentul dat, activarea difuză puternică de la nivelul întregii scoarțe cerebrale și întoarcerea capului în direcția stimulului. Forma localizată constă în diminuarea nivelului de activare în restul teritoriului scoarței cerebrale, cu excepția zonelor care sunt implicate în perceperea stimulului sau în rezolvarea sarcinii date, în care activitatea se intensifică, favorizând desfășurarea proceselor psihice specifice.
Starea de atenție a unui om se poate constata după expresia feței, poziția corpului și gesturi. Într-un act de atenție, capul este puțin ridicat și întins înainte, privirea este îndreptată în direcția din care vine excitația, gura este ușor deschisă, corpul ia o poziție imobilă.
După mecanismul și dezvoltarea sa, atenția prezintă următoarele forme: atenția involuntară, atenția voluntară și atenția postvoluntară. După direcția principală de orientare, atenția se clasifică în atenție externă și atenție internă.
În pofida variatelor sale forme de manifestare, atenția pune în evidență câteva trăsături comune: volumul, concentrarea, stabilitatea, distributivitatea, mobilitatea.

## Conținutul informațional al atenției
Atenția nu are un conținut informațional propriu. Totuși, ea are întotdeauna un obiect asupra căruia se concentrează, se focalizează.

## Funcțiile atenției
Funcția specifică a atenției este cea de orientare, selectare și concentrare selectivă a energiei psihonervoase în vederea facilitării proceselor de cunoaștere.
Funcția adaptativ reglatorie a atenției este cea de adaptare, reglare, susținere energetică. În baza acestei funcții, atenția realizează o adaptare eficientă prin semnalarea evenimentelor, situațiilor, care se află în zona câmpului de conștiință.

## Structurile operatorii ale atenției
Atenția are la bază mecanismele neurofiziologice ale stării de veghe și ale vigilenței, dar în calitate de mecanism psihic reglator dezvoltă o serie de strategii, de deprinderi (atenția postvoluntară). În formele ei superioare, atenția se învață, se perfecționează, se organizează și devine eficientă, implicând mai ales rolul voinței și al gândirii.

## Produsul atenției
În plan subiectiv, atenția este trăită ca o stare de concentrare selectivă, orientată, astfel încât obiectul atenției este selectat din câmpul perceptiv, este evidențiat, pus în valoare și, în același timp, sursele externe care pot distrage atenția sunt inhibate, îndepărtate. Starea de atenție este inseparabil legată de starea de veghe, este trăită ca o focalizare, concentrare, orientare asupra obiectului atenției.